# Antonio Segura

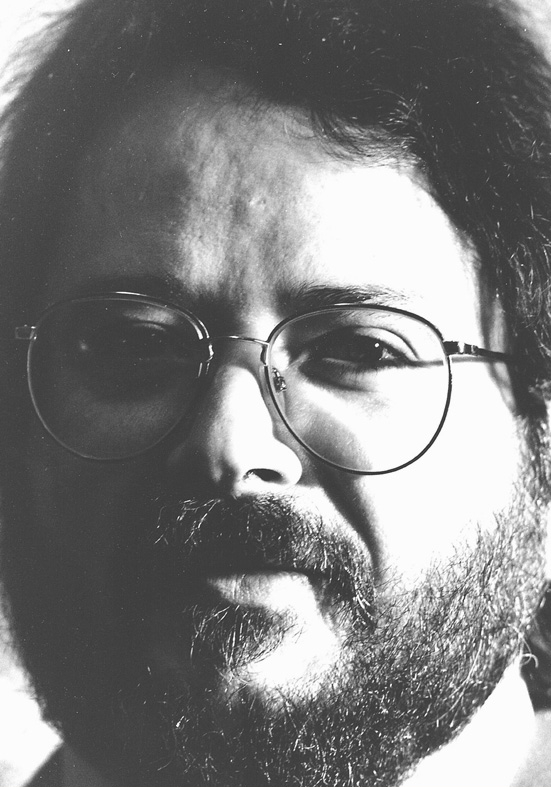
Antonio Segura (1994)

Antonio Segura (* 13. Juni 1947 in Valencia; † 31. Januar 2012 ebenda) war ein spanischer Comicautor.

## Leben
Antonio Segura wurde Anfang der 1980er Jahre als Comic-Szenarist tätig. Für José Ortiz schrieb er den Endzeit-Thriller Hombre und für Leopoldo Sánchez den Krimi Bogey. 1983 folgte Kraken und Sarvan für Jordi Bernet. Weitere Arbeiten mit Ortiz waren die Science-Fiction-Satire Burton & Cyb und die Gefängnis-Glosse Morgan.
Anfang der 1990er Jahre schrieb er den Dreiteiler Eva Medusa für die Zeichnerin Ana Miralles.
In den 1990er Jahren folgten noch einige Auftragsarbeiten für italienische Verlage. So wirkte er noch einige Jahre an den Westernserien Tex und Viento Mágico mit.